# Разрыв (фильм, 2003)
«Разрыв» (англ. Intermission) — криминальная комедия, дебют в кино режиссёра Джона Кроули.

## Сюжет
Фильм, действие которого разворачивается в пригороде Дублина, представляет собой сплетение нескольких сюжетных линий, персонажи которых знакомы между собой и на протяжении фильма взаимодействуют друг с другом.

## В ролях
| Актёр            | Роль        |
| ---------------- | ----------- |
| Колин Фаррелл    | Лейф        |
| Киллиан Мёрфи    | Джон        |
| Келли Макдональд | Дейдра      |
| Колм Мини        | Джерри Линч |
| Дэвид Уилмот     | Оскар       |
| Ширли Хендерсон  | Салли       |
| Дейдра О'Кейн    | Ноэлин      |
| Брайан О'Бирн    | Мик         |
| Гер Райан        | Мора        |

## Награды и номинации

### Награды
- 2003 Премии Ирландской академии кино и телевидения — лучший ирландский фильм, лучшая режиссура (Джон Кроули), лучший сценарий (Майкл О'Роу), лучший актёр второго плана (Дэвид Уилмот)
- 2004 Премия Дугласа Хикокса Британской академии кино и телевидения — Джон Кроули

### Номинации
- 2003 Премии Ирландской академии кино и телевидения — лучший актёр второго плана (Колин Фаррелл), лучшая актриса второго плана (Дейдра О'Кейн и Гер Райан), лучший художник, лучший дизайн костюмов, лучший грим
- 2004 Приз зрительских симпатий Европейской киноакадемии — лучший актёр (Колин Фаррелл)